# Slottet i Coupiac

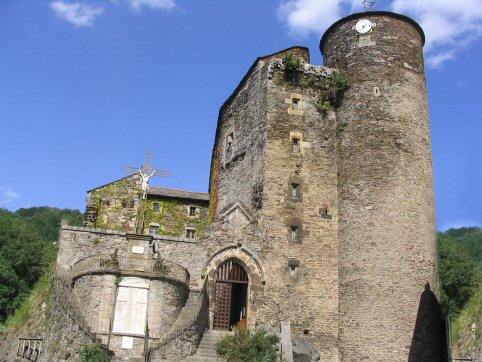
Slottet i Coupiac

Slottet i Coupiac (franska Château de Coupiac) ligger i kommunen med samma namn i det franska departementet Aveyron.
Det nuvarande slottet byggdes ursprungligen under 1400-talet men nämns i register från 800-talet. Det ligger på en berggrund och har två T-formade flyglar som flankeras av tre stora runda torn. Dessa torn skiljer sig åt i arkitekturen vilket visar på att arbetet med att bygga slottet pågick under en lång tid. Det är byggt i gotisk arkitektur och är anmärkningsvärt stort och högt med inbyggda stupande skottgluggar.
Sedan 1928 finns slottet med på det franska kultuministeriets lista över historiska monument.